# Menars (grad)
Posest z gradom je 1636 pripadla Charronu, poštnemu upravniku v Montlivaultu. Njegovi potomci, ki so obogateli v službi Ludvika XIV., so posest še povečali, da je postala med večjimi in pomembnejšimi v Blésoisu. 1759 so dvorec prodali Madame de Pompadour, ki je naročila njegovo prezidavo pri Gabrielu. Po njeni smrti 1764 je dvorec podedoval njen brat Marigny, kraljevi hišni upravnik. Arhitekt Soufflot  je dokončal prezidavo dvorca ter preuredil vrtove, ki se v terasah spuščajo k Loari.